# Neriene hammeni
Neriene hammeni är en spindelart som först beskrevs av van Helsdingen 1963.  Neriene hammeni ingår i släktet Neriene och familjen täckvävarspindlar. Inga underarter finns listade i Catalogue of Life.